# Giuseppe Caleri
Giuseppe Caleri (Bassano del Grappa, 4 settembre 1922 – ...) è stato un calciatore italiano, di ruolo attaccante.

## Caratteristiche tecniche
Giocò nel ruolo di ala sinistra.

## Carriera
Giocò in Serie A con il Vicenza.